# Léon Gaumont

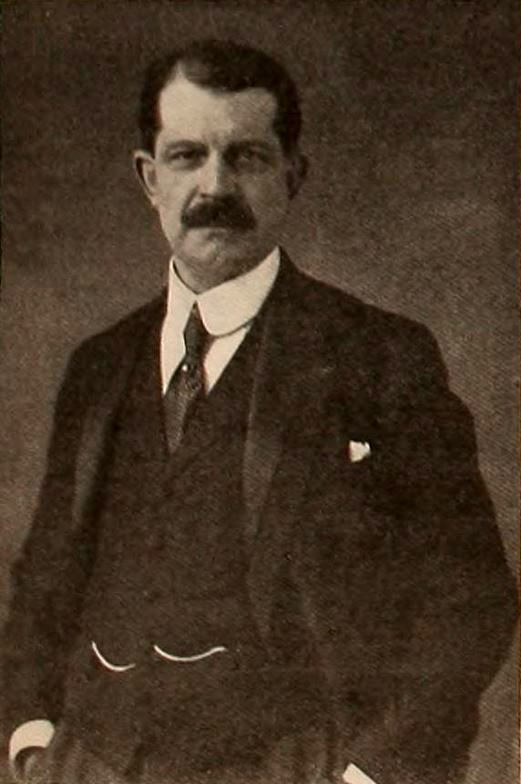
Léon Gaumont.

Léon Gaumont, född den 10 maj 1864 i Semblançay, Indre-et-Loire, död den 9 augusti 1946 i Sainte-Maxime, Provence-Alpes-Côte d'Azur, var en fransk uppfinnare, industriman och filmpionjär.
Gaumont lade grunden till ljudfilm. År 1898 grundade han filmbolaget Gaumont.